# 무창포해수욕장
무창포해수욕장 (武昌浦海水浴場)은 대한민국의 해수욕장으로, 충청남도 보령시 웅천읍 관당리와 독산리 일대에 걸쳐있다. 매년 썰물철에 해수욕장 앞의 석대도까지를 잇는 길이 나타나는데, 이것은 주위 바다보다 높게 튀어나온 지형이 썰물과 함께 드러나는 현상, 즉 바다 갈라짐 현상이다. 서해안고속도로 무창포 나들목, 장항선 철도 웅천역과 대천역에서 연결된다.

## 참고 자료
- 무창포해수욕장 - 기상청 일기예보